# John Langenus
Joannes Julianus „John“ Langenus (8. prosince 1891 Antverpy – 1. října 1952 tamtéž) byl belgický fotbalový rozhodčí. Soudcoval první finále mistrovství světa.

## Život
Narodil se v Antverpách v roce 1891. Fotbal hrál na mládežnické úrovni.

### Kariéra rozhodčího
U první zkoušky neuspěl, ale pro nedostatek rozhodčích byl povolán znova. Soudcoval v letech 1912–1938.
Nejprve soudcoval školské zápasy, později pískal belgickou ligu. V roce 1928 soudcoval 2 zápasy na Olympijských hrách, také soudcoval finále FAI Cupu.
Pískal vůbec první finále Mistrovství světa ve fotbale 1930, kdy se střetly reprezentace Uruguaye a Argentiny (vítězství Uruguaye 4:2). Na Mistrovství světa 1930 soudcoval i další 3 zápasy.
V sezóně 1934/35 soudcoval finále Belgického poháru.
Na Mistrovství světa ve fotbale 1934 soudcoval 1 zápas a na Mistrovství světa ve fotbale 1938 2 zápasy.
Během své kariéry rozhodčího soudcoval také 1 zápas kvalifikace na mistrovství světa, 2 zápasy Mitropa Cupu a 53 mezinárodních přátelských utkání.
Po skončení kariéry napsal knihy En sifflant par le monde: souvenirs et impressions de voyages d'un arbitre de football a Football et footballers.